# Artgeschoss

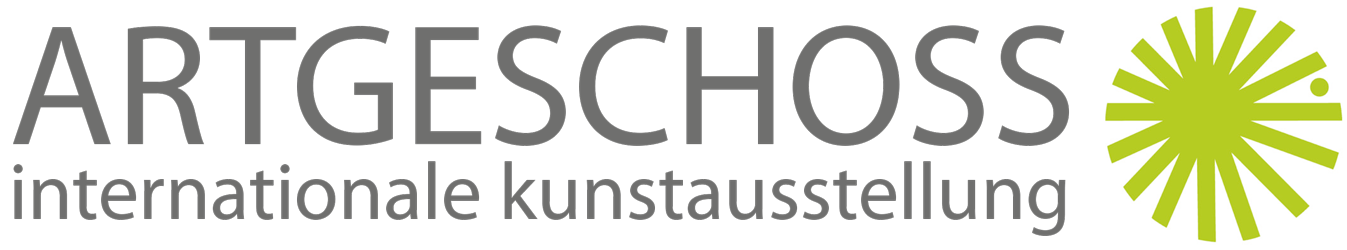
Logo der internationalen Kunstausstellung ARTGESCHOSS

Artgeschoss ist eine Kunstausstellung von Werken der internationalen modernen Kunst. Sie findet seit dem Jahr 2013 jährlich in verschiedenen Städten in Deutschland statt. Ihr Initiator und Kurator ist der Maler Dmitrij Schurbin.

## Geschichte
Dmitrij Schurbin hatte ursprünglich die Idee eine Ausstellungsreihe unter dem Namen „ART Line“ ins Leben zu rufen. Diese sollte direkt im Stadtraum veranstaltet werden, ähnlich einer Ausstellung in Moskau auf der Arbat-Straße oder vergleichbaren Kunstprojekten auf der Karlsbrücke in Prag. Diese Überlegungen mündeten in die Idee der Kunstausstellung „Artgeschoss“, welche an Orten durchgeführt wird, wo man zunächst keinen Berührungspunkt mit Kunst vermuten würde. So erfolgte die Ausstellung Artgeschoss im Jahr 2013 in einem Kaufhausgebäude, im Jahr 2014 in einem Modehaus und 2015 im Gebäude einer Wirtschaftsakademie.
Das erste Mal fand die Ausstellung vom 4. bis 26. Mai 2013 in Wolfenbüttel statt. An ihr nahmen 42 Künstler aus Deutschland und Europa teil. Auf einer Fläche von 3000 m2 wurden 350 Exponate ausgestellt. Die Ausstellung hatte etwa 10 000 Besucher. Im Jahr 2014 wurde die Ausstellung ebenfalls in Wolfenbüttel durchgeführt. Das Jahr 2015 über wurden unter dem Namen „Artgeschoss“ mehrere einzelne Ausstellungen in der Galerie Rowland&Kutschera in Berlin veranstaltet.
Vom 1. April bis zum 24. Juni 2016 war Artgeschoss in Braunschweig zu Gast. In den Räumlichkeiten der WelfenAkademie wurden Arbeiten von 42 Künstlern ausgestellt.

## Künstlerauswahl
Aus etwa 300 Anfragen pro Jahr wählt eine Expertengruppe unter der Leitung von Dmitrij Schurbin die Teilnehmer für die nächste Ausstellung aus. Die zentralen Kriterien bei der Auswahl sind jeweils die künstlerische Idee, ihre Zugänglichkeit für den Betrachter und die Professionalität in der Ausführung. Neben Künstlern aus Deutschland, finden sich unter den Teilnehmern auch solche aus Frankreich, Spanien, Polen, Russland, China, Großbritannien, Marokko, Australien und den USA.

„Aus meiner Sicht macht es die Kunst aus – eine Idee auch ausdrücken zu können. Kunst muss von sich aus wirken, ohne Erklärung.“

## Vertretene Künstler (Auswahl)
- 2013: Gerd Winner
- 2014: Andrej Dugin, Michael Emig, Dietrich Wenzel
- 2015: Dmitri Vrubel
- 2016: Youri Jarki, Felix Wunderlich, Konstantin Dery, Matthew Davis, Adelchi Riccardo Mantovani

## Ausstellungsorte
- Hertie-Gebäude[10]
- Steeneck und Bähr-Immobilie[7]
- Galerie „Rowland Kutschera“[8]
- WelfenAkademie[11][12]